# G-14 (fútbol)

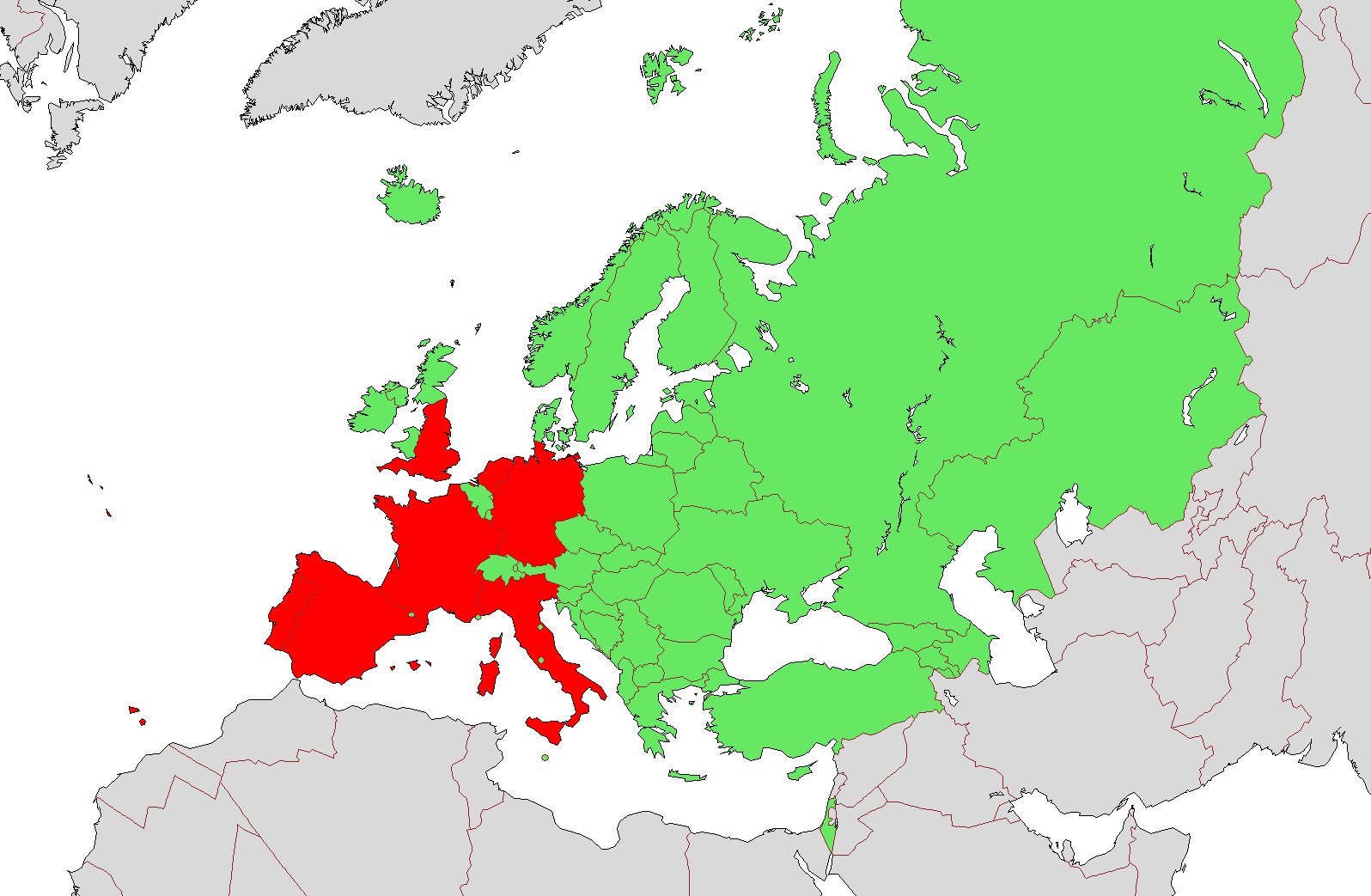
Miembros del G-14 (fútbol) marcados en rojo y la UEFA marcados en verde.

El G-14 fue un grupo compuesto por los clubes de fútbol más poderosos de Europa, tanto económica como deportivamente. Inicialmente estuvo formado por 14 clubes, de ahí su nombre, aunque posteriormente fue ampliado hasta los 18, sin cambiar de denominación. A principios de 2008 el grupo fue sucedido por la Asociación de Clubes Europeos, que engloba a más de 100 clubes, y persigue unos objetivos similares.

## Historia
El G-14 fue creado en septiembre de 2000 por 14 clubes europeos para defender sus intereses comunes ante la UEFA y la FIFA. En 2002 se amplió a 18 miembros, sin modificar su denominación.
El último presidente del G-14 fue el mandatario del Olympique de Lyon, Jean-Michel Aulas, quien propuso ampliar el grupo a 16 nuevos clubes.

## Objetivos y reivindicaciones
El propósito principal y razón de su creación fue hacer una contraofensiva a los reglamentos de la UEFA, que obliga a los clubes a liberar a jugadores convocados por sus respectivas selecciones, ya sea en compromisos amistosos u oficiales para mantener el espíritu de que "todos los países, por pequeños que sean, puedan competir en igualdad de condiciones". Estos clubes exigen una compensación por cada jugador liberado, debido principalmente a la gran cantidad de seleccionados nacionales que poseen.
La cantidad y variedad de jugadores, algunos de países que ni siquiera clasifican al Mundial o siquiera a la primera fase de clasificación, otros por el contrario, procedentes de Alemania, Brasil, Países Bajos, España o Italia, que participan activamente en varios torneos internacionales y continentales, además de las lesiones producidas en estos encuentros que les restan disponibilidad de jugadores para encuentros competitivos, han servido de punto de inicio y como base al G-14 a crear una política de 'protección' con la cual exigen una compensación económica cuando un jugador de sus filas se encuentre lesionado por causa de un partido de selección o deba perderse cualquier encuentro oficial, o hasta amistoso del club.
"Nosotros le pagamos el sueldo a los jugadores por 12 meses, pero otros se llevan a nuestros empleados y los usan para ganar dinero, pero nosotros no recibimos nada a cambio" - Umberto Gandini, director deportivo del AC Milan.
La situación se agrava al poseer un equipo más de un seleccionado (en algunos casos al contar hasta con 4 o más) de un mismo país.
Esto es debido a la tendencia de algunas ligas de contar con jugadores procedente de un mismo país o continente.
- Costa de Marfil, Islas Feroe, países africanos, Camerún, Holanda (principal tendencia de la Ligue 1)

- Países sudamericanos, como Argentina, Brasil, países ex-soviéticos (principal tendencia de la Primera División de España)

- Noruega, Dinamarca, Alemania, Finlandia, países africanos (principal tendencia de la FA Premier League)

- Zonas sudamericanas, y algunas europeas (principal tendencia de la Serie A)

- Países como Croacia o Eslovaquia, Europa central y Sudamérica (principal tendencia de la Bundesliga)

El principal propósito del G-14 era exigir una compensación económica por cada jugador cedido a su respectiva selección y por aquellos lesionados en dichos partidos. Esta medida fue rotundamente negada por Joseph Blatter.
También está la de planificación de un calendario que le permita al jugador disputar los partidos de su selección sin ver afectado el rendimiento y participación con su club.
En marzo de 2006 el G-14 presentó una propuesta para sustituir la forma actual de la Liga de Campeones, donde cada miembro tenga asegurada su participación año con año y la posibilidad de crear una 'Super Liga Europea'.

## G-14 vs. FIFA
Desde su creación, las políticas del G-14 fueron repudiadas por el presidente de turno de la FIFA Joseph Blatter, al ir, según él, en contra del espíritu de la competitividad libre, y de querer monopolizar las competiciones internacionales. 
Mientras Blatter velaba por una justa competitividad deportiva a nivel internacional (selecciones nacionales), otro (G-14) buscaba defender sus intereses financieros y deportivos, como el de sus inversiones, los jugadores, siendo éstos 'la manzana de la discordia entre ambos'.
El G-14 reclama "860 millones de euros a la FIFA por los daños sufridos por los 18 clubes del grupo en los últimos 10 años", declaró el abogado del grupo de clubes, Jean-Louis Dupont.
En cambio en ese entonces la presidencia de la UEFA, en manos de Michel Platini, facilitó que se llegara a un acuerdo por el que la FIFA y la UEFA pagarán a los clubes que cedan a sus jugadores a selecciones internacionales y que llevará a la disolución del propio G-14.

## Integrantes

### Miembros fundadores (año 2000)
- España (Liga española)
  - Barcelona
  - Real Madrid

- Italia (Serie A)
  - Juventus
  - Milan
  - Internazionale Milano

- Inglaterra (FA Premier League)
  - Liverpool
  - Manchester United

- Alemania (Bundesliga)
  - Bayern de Múnich
  - Borussia Dortmund

- Francia (Liga francesa)
  - Olympique de Marsella
  - Paris Saint-Germain

- Países Bajos (Eredivisie)
  - Ajax Ámsterdam
  - PSV Eindhoven

- Portugal (Liga Portuguesa)
  - Porto

### Miembros adheridos en 2002
- Inglaterra (Premier League)
- Arsenal FC

- Alemania (Bundesliga)
- Bayer Leverkusen

- Francia (Liga francesa)
- Olympique Lyonnais

- España (Liga española)
- Valencia C. F.

### Invitados en 2007 (no miembros)
- Chelsea (Inglaterra)
- Mónaco (Francia)
- Werder Bremen (Alemania)
- Sevilla (España)
- Roma (Italia)
- Ferencvárosi TC (Hungría)
- Benfica (Portugal)
- Celtic (Escocia)
- Anderlecht (Bélgica)
- Fenerbahçe (Turquía)
- Basel (Suiza)
- NK Dinamo Zagreb (Croacia)
- IFK Goteborg (Suecia)
- FC Copenhagen (Dinamarca)
- PFC Levski Sofia (Bulgaria)
- FC Dinamo de Kiev (Ucrania)
- CSKA Moscú (Rusia)
- Austria Vienna (Austria)
- Wisła Kraków (Polonia)
- Steaua de Bucarest (Rumania)
- Sparta Praga (República Checa)
- Maccabi Haifa (Israel)